# 2039 Пейн-Гапошкіна
2039 Пейн-Гапошкіна (2039 Payne-Gaposchkin) — астероїд головного поясу, відкритий 14 лютого 1974 року.
Тіссеранів параметр щодо Юпітера — 3,184.
Названо на честь Сесилії Гелени Пейн-Гапошкіної (англ. Cecilia Helena Payne-Gaposchkin, 1900−1979) — американського астронома англійського походження.